# أكمل صالح
أكمل صالح (بالإنجليزية: Akmal Saleh) ممثل كوميدي أسترالي من أصل مصري.
ظهر صالح في برامج تلفزيونيه أسترالية كثيره. هو الممثل الكوميدي والممثل الأسترالي. ولد في مصر ثم هاجر مع عائلته إلى سيدني، أستراليا في عام 1975 في سن ال 11. وقد كان أداء متابعة الموقف الكوميدي منذ 1990 في وقت مبكر، وتبين له أن يعيش جال مهرجانات الكوميديا سواء داخل أستراليا ودوليا. كما أنه قدم مباراة ضيفا على العديد من البرامج التلفزيونية الأسترالية.

## روابط خارجية
- أكمل صالح على موقع IMDb (الإنجليزية)
- أكمل صالح على موقع ميوزك برينز (الإنجليزية)
- أكمل صالح على موقع قاعدة بيانات الفيلم (الإنجليزية)